# Nahodka
Nahodka je luka u Primorskom kraju u Rusiji. 
Nahodski zaljev, oko kojeg se smjestio današnji grad, je otkrila ruska korveta 1859. godine, tražeći sklonište pred nadolazećom olujom. Stoga ime Nahodka, koje na ruskome znači "otkriće", "nađena".
Do 1950. godine je bila malo ribarsko mjestašce. Sve se to promijenilo kad je sovjetska vlast promijenila status Vladivostoku, odlučivši da tamo bude baza u kojoj će biti smještena ruska tihooceanska flota. Vladivostok je bio zatvoren za inozemce i inozemne brodove. Tako je od 1950- 1991. Nahodka bila glavna luka Rusije na dalekom istoku.
Nahodka je brzo rasla. Brojne zgrade u njoj datiraju od 1950-ih, kada su japanski ratni zarobljenici bili korišteni kao prisilna radna snaga za izgradnju stambenih zgrada za pridolazeće lučke radnike. Gradsko gospodarstvo je utemeljeno na luci i djelatnostima vezanim uz nju, poput riboprerade i konzerviranja ribe. To razdoblje je bilo razdoblje procvata za Nahodku. Vrhunac su bile 1970-e i 1980-e, kada se grad dobro održavao, jer je bio jedina ruska dalekoistočna luka zbilja otvorena inozemcima. Služila je i kao istočni terminal za putnički odjel Transsibirske željeznice.
Otvaranjem Vladivostoka za inozemce je počelo loše doba za Nahodku, jer je izgubila svoj prvotni značaj. Devaluacija rublje kao rezultat azijske gospodarske krize 1998. je nanijela još veći udarac Nahodki. Gospodarski oporavak se nazire otkad su središnja vlada u Moskvi i pokrajinska u Vladivostoku odlučile otvoriti taj kraj inozemnim ulaganjima, proglasivši Nahodku slobodnom gospodarskom zonom.

## Gradovi pobratimi
- Otaru, Hokkaido, Japan,
- Oakland, Kalifornija, SAD
- Bellingham, Washington, SAD